# AIK Fotbolls säsong 1897
AIK Fotbolls säsong 1897 var den andra säsongen för AIK Fotboll och den säsong där den första framgången finns noterad. AIK:s andralag under en idrottstävling då AIK Fotboll tilldelades diplom och en bronsmedalj. Inte heller under denna säsong spelade AIK en tävlingsmatch, men troligtvis beställdes den första klubbdräkten.